# Спурий Оппий Корницен
Спурий Оппий Корницен (лат. Spurius Oppius Cornicen; умер в 449 году до н. э.) — римский политический деятель из плебейского рода Оппиев, член второй коллегии децемвиров (450—449 гг. до н. э.).
Аппий Клавдий, руководивший выборами во вторую децемвирскую коллегию, смог обеспечить победу в них ряду выгодных для себя кандидатов. Среди них были три плебея, включая Спурия Оппия; по словам Дионисия Галикарнасского, Клавдий сделал их децемвирами, чтобы расположить народ в свою пользу. Таким образом, Оппий стал одним из трёх плебеев, впервые занявших высшую должность в Римской республике (450 год до н. э.).
Когда большая часть децемвиров отправилась отражать нападения соседних народов, Спурий Оппий остался вместе с Аппием Клавдием в Риме. Здесь именно Оппию пришлось под давлением народа созывать сенат. Вскоре децемвиры по требованию сената сложили с себя все полномочия; после гибели Аппия Клавдия Оппию как «ненавистнейшему человеку» были предъявлены обвинения, и он, не дожидаясь суда, покончил с собой в тюрьме.